# Caloptilia eurycnema
Caloptilia eurycnema là một loài bướm đêm thuộc họ Gracillariidae. Nó được tìm thấy ở Queensland.